# Times Higher Education
Times Higher Education (conosciuto anche con le sue iniziali THE) è un periodico settimanale britannico con sede a Londra.
È specializzato in notizie e approfondimenti relativi al mondo dell'università e in generale all'istruzione superiore. In Regno Unito è la pubblicazione di riferimento in questo campo.

## Storia
Dal suo primo numero pubblicato nel 1971 fino al 2008, il Times Higher Education Supplement (THES) è stato pubblicato col The Times. Il 10 gennaio 2008 fu lanciato come rivista indipendente edita da TES Global, che dal 1981 era una divisione del gruppo News International del magnate australiano Rupert Murdoch. Nell'ottobre del 2005 il gruppo fu ceduto al fondo d'investimento Exponent e quindi a Charterhouse Capital Partners nel maggio 2007, azienda londinese nata nell''82 in seno a HSBC e specializzatasi nel leveraged buyout, con interessi nell'industria e nell'ingegneria.
Nel 2011, l'Associazione degli editori professionali statunitense ha proclamato Times Higher Education come migliore business magazine dell'anno e come migliore brand dell'anno.

La sociologa inglese Laurie Taylor, membro dell'Associazione umanistica britannica, cura "Poppletonian, una seguita rubrica satirica settimanale ambientata in un'immaginaria Università di Poppleton.

## Ranking universitario
Dal 2004 al 2009 ha pubblicato annualmente il QS World University Ranking. 
A seguito della conclusione della collaborazione con Quacquarelli Symonds, quest'ultima ha continuato a pubblicare autonomamente le sue valutazioni, mentre THE ha cominciato a redigere la propria classifica globale che pubblica dal 2010, con cadenza annuale, sulla rivista e sul proprio sito web.